# Drosophila nikananu
Drosophila nikananu är en tvåvingeart som beskrevs av Burla 1954. Drosophila nikananu ingår i släktet Drosophila och familjen daggflugor.
Artens utbredningsområde är Centralafrika.